# Xã Fort Osage, Quận Jackson, Missouri
Xã Fort Osage (tiếng Anh: Fort Osage Township) là một xã thuộc quận Jackson, tiểu bang Missouri, Hoa Kỳ. Năm 2010, dân số của xã này là 6.802 người.